# Lilla Välevattnet
Lilla Välevattnet är en sjö i Laxå kommun i Västergötland och ingår i Norrströms huvudavrinningsområde. Sjöns area är 0,1 kvadratkilometer och den är belägen 133,9 meter över havet.